# Tony van Otterloo
Antonius (Ton,Tony, Tonny) van Otterloo, ook wel aangeduid als Ton van Otterloo jr. (Amsterdam, 13 maart 1910 – Dénia, 27 september 1979) was een Nederlands acteur.

## Biografie
Van Otterloo trad in de beginjaren op onder de voornamen Ton, Tony en Tonny. Na 1950 werd hij nog uitsluitend Ton genoemd. 
Van Otterloo speelde gedurende zijn loopbaan bij diverse toneelgezelschappen. Hij was een tijdgenoot van Willem van der Veer en Carl Veerhoff met wie hij tijdens de Tweede Wereldoorlog optrad. Zijn laatste jaren speelde hij bij Proloog.
Samen met zijn tweede echtgenote kwam hij in 1979 om het leven door een ongeval in Spanje.
Van Otterloo was de schoonvader van acteur Allard van der Scheer.

## Speellijst (selectie)
- Willem van Oranje (1934), film
- Rubber (1936), film, als Joop
- Veertig jaren (1938), film
- Verbroken boeien (1938), film
- Wit wint (1939), film

- Bloemen voor de President (1963), TV, rol van officier
- Mik en Mak (1962-1963), tv-serie, gastacteur in drie afleveringen als Bief de bermpiraat
- Arthur en Eva, 1963, als hotelportier

- 19 november 1967: Kleine kinderen worden groot, van Noel Langley
- 5 januari 1969: De rode spin, van Hubert Hayes
- 10 januari 1970: Geld te geef, van Walter Black
- 30 januari 1971: De Kerkestraat is een keurige straat, van J. Hemmink-Kamp
- 4 november 1970: Mister X slaat toe, van Bruno J. Duin